# 한국대학산악연맹
(사)한국대학산악연맹(KSAF, Korea Student Alpine Federation)은 1971년 2월 26일 서울대문리대 벽계산장에서 9개 대학 산악부 대표가 모여 발기인 총회를 열었고, 동년 3월 27일 서울대사대 강당에서 11개 대학이 참가한 가운데 총회를 열어 정관 인준과 초대 조용재(동국대68) 회장을 선출하여 창립했다. 각 대학 산악회를 통한 건전한 산악운동과 등산문화를 보급할 목적으로 2009년 12월 15일 사단법인으로 허가 등록된 산림청 소관의 사단법인이다. 서울 서초구 서초대로 46길 65 (아주빌딩)에 위치한다. 
전국 각 대학산악회를 통하여 알피니즘(산악정신)을 진작시키고, 건전한 산악문화를 정립ㆍ보급 하며, 우수한 대학산악인을 육성ㆍ지원함으로써 산악문화 발전에 이바지함을 목적으로 하며, 이 목적을 달성하기 위하여 다음 각 호의 사업을 행한다.
- 건전한 산악정신ㆍ산악문화의 정립, 교육 및 홍보
- 산악활동에 관한 기획, 조사 및 연구
- 산악환경의 보호 및 보전을 위한 사업
- 산악기술ㆍ장비 등의 개발, 연구 및 보급
- 산악활동기록의 발굴, 정리, 연구 및 보존
- 산악교육기관의 설치 및 운영
- 우수대학산악인, 산악단체 및 지도자의 양성ㆍ지원을 위한 사업
- 남북한교류ㆍ협력 및 국제교류ㆍ협력을 위한 사업
- 회지의 발간
- 기타 연맹의 목적달성을 위해 필요한 사업

## 가맹 정회원 목록
2020년 서울대학교 및 서울대학교의과대학의 가맹신청이 승인되어, 총 61개교가 정회원이다. 서울대학교, 이화여자대학교, 고려대학교는 둘이상의 산악회가 가맹되어 있었으나 서울대학교를 제외한 나머지 학교는 통합가입했다. 서울대학교는 창립 당시 각 단과대학 캠퍼스가 위치한 지역이 각기 달랐기 때문에 별도의 산악부를 두고, 각각 가맹했고 지금까지 이어오고 있다.
|    | 정회원명                           |
| 1  | 가천대학교                         |
| 2  | 가톨릭관동대학교                   |
| 3  | 가톨릭의대·간호대학                |
| 4  | 강남대학교                         |
| 5  | 건국대학교                         |
| 6  | 경기대학교                         |
| 7  | 경희대학교                         |
| 8  | 고려대학교                         |
| 9  | 광운대학교                         |
| 10 | 국민대학교                         |
| 11 | 단국대학교                         |
| 12 | 단국대학교(천안)                   |
| 13 | 덕성여자대학교                     |
| 14 | 동국대학교                         |
| 15 | 동덕여자대학교                     |
| 16 | 명지대학교                         |
| 17 | 부경대학교                         |
| 18 | 삼육대학교                         |
| 19 | 상명대학교                         |
| 20 | 서강대학교                         |
| 21 | 서경대학교                         |
| 22 | 서울과학기술대학교                 |
| 23 | 서울교육대학교                     |
| 24 | 서울대학교                         |
| 25 | 서울대학교공과대학                 |
| 26 | 서울대학교농업생명과학대학         |
| 27 | 서울대학교문리대학                 |
| 28 | 서울대학교미술대학                 |
| 29 | 서울대학교법과대학                 |
| 30 | 서울대학교사범대학                 |
| 31 | 서울대학교의과대학                 |
| 32 | 서울대학교치과대학                 |
| 33 | 서울시립대학교                     |
| 34 | 성균관대학교                       |
| 35 | 성신여자대학교                     |
| 36 | 세종대학교                         |
| 37 | 수원대학교                         |
| 38 | 순천향대학교                       |
| 39 | 숭실대학교                         |
| 40 | 아주대학교                         |
| 41 | 연세대학교                         |
| 42 | 연세대학교치과대학                 |
| 43 | 용인대학교                         |
| 44 | 우석대학교                         |
| 45 | 원광대학교                         |
| 46 | 이화여자대학교                     |
| 47 | 인천교육대학교(경인교육대학교)     |
| 48 | 인천대학교                         |
| 49 | 인하공업전문대학                   |
| 50 | 인하대학교                         |
| 51 | 중앙대학교                         |
| 52 | 중앙대학교(안성)                   |
| 53 | 천안공업대학(공주대학교공과대학)   |
| 54 | 한국산업기술대학교(한국공학대학교) |
| 55 | 한국외국어대학교                   |
| 56 | 한국항공대학교                     |
| 57 | 한서대학교                         |
| 58 | 한성대학교                         |
| 59 | 한양대학교                         |
| 60 | 한양대학교(안산)                   |
| 61 | 홍익대학교                         |

## 역대 회장
한국대학산악연맹 창립 당시, 회장 1인으로 운영이 되었으나 졸업생이 생기며 OB회와 재학생회로 나뉘었다. OB회장 임기는 2년, 재학생회장 임기는 1년이다. 원칙적으로 재학생회장은 4학년이 맡는다. 1976년부터 OB회를 두었으며, 1984년부터 재학생과 졸업생을 통합하여 회장 1인을 두고, 재학생회를 대표하는 회장을 별도로 두고있다.
| 2024 | 인채권 (한국외대, 79)             | 김유수 (건국대, 21)                        |
| 2023 | 인채권 (한국외대, 79)             | 안중원 (성균관대, 20)                      |
| 2022 | 인채권 (한국외대, 79)             | 이제아 (고려대, 19)                        |
| 2021 | 한인석 (한양대, 77)               | 김성원 (인천대, 17)                        |
| 2020 | 한인석 (한양대, 77)               | 권시인 (중앙대, 18)                        |
| 2019 | 이동훈 (서울시립대, 75)           | 한승희 (강남대, 16)                        |
| 2018 | 이동훈 (서울시립대, 75)           | 주채현 (연세대, 15)                        |
| 2017 | 김정원 (한양대, 74)               | 박문선 (경희대, 14)                        |
| 2016 | 김정원 (한양대, 74)               | 서거영 (세종대, 13)                        |
| 2015 | 정영목 (동국대, 73)               | 배호경 (국민대, 12)                        |
| 2014 | 정영목 (동국대, 73)               | 박상혁 (강남대, 11)                        |
| 2013 | 정영목 (동국대, 73)               | 심혜진 (인천대, 10)                        |
| 2012 | 이명규 (건국대, 71)               | 남궁보영 (건국대, 09)                      |
| 2011 | 이명규 (건국대, 71)               | 정이찬 (용인대, 08)                        |
| 2010 | 이명규 (건국대, 71)               | 이보미 (성신여대, 07)                      |
| 2009 | 윤종성 (한양대, 78)               | 김명선 (인천대, 06)                        |
| 2008 | 윤종성 (한양대, 78)               | 김진석 (광운대, 05)                        |
| 2007 | 이석호 (성균관대, 78)             | 윤해원 (용인대, 04)                        |
| 2006 | 이석호 (성균관대, 78)             | 우승완 (경희대, 03)                        |
| 2005 | 김윤만 (서울치대, 74)             | 김유경 (성신여대, 02)                      |
| 2004 | 김윤만 (서울치대, 74)             | 양정훈 (명지대, 01)                        |
| 2003 | 김윤만 (서울치대, 74)             | 박현숙 (인하대, 00)                        |
| 2002 | 김윤만 (서울치대, 74)             | 조진영 (경희대, 99)                        |
| 2001 | 김종호 (고려대, 73)               | 전지만 (세종대, 98)                        |
| 2000 | 김종호 (고려대, 73)               | 유창호 (건국대, 97)                        |
| 1999 | 최중기 (서울문리대, 69)           | 함동호 (동국대, 96)                        |
| 1998 | 최중기 (서울문리대, 69)           | 진승모 (한성대, 95)                        |
| 1997 | 이인정 (동국대, 65)               | 김윤하 (국민대, 94)                        |
| 1996 | 이인정 (동국대, 65)               | 김선일 (아주대, 93)                        |
| 1995 | 이인정 (동국대, 65)               | 이종범 (항공대, 92)                        |
| 1994 | 이인정 (동국대, 65)               | 손찬호 (국민대, 91)                        |
| 1993 | 이인정 (동국대, 65)               | 김상수 (인천교대, 90)                      |
| 1992 | 이인정 (동국대, 65)               | 양은숙 (이화여대, 89)                      |
| 1991 | 이인정 (동국대, 65)               | 염제상 (서울시립대, 88)                    |
| 1990 | 이인정 (동국대, 65)               | 김지호 (인하대, 87)                        |
| 1989 | 이인정 (동국대, 65)               | 신태문 (서울시립대 86)                     |
| 1988 | 이인정 (동국대, 65)               | 박광식 (한양대, 85)                        |
| 1987 | 박동욱 (서울치대, 67)             | 남원우 (동국대 84)                         |
| 1986 | 박동욱 (서울치대, 67)             | 권종국 (명지대, 83)                        |
| 1985 | 최중기 (서울문리대, 69)           | 박진순 (항공대, 82)                        |
| 1984 | 최중기 (서울문리대, 69)           | 전우송 (인하대, 81)                        |
| 1983 | 신효철 (고려대, 68)               | 허 훈 (한국외대, 80)                       |
| 1982 | 신효철 (고려대, 68)               | 박수현 (서강대, 79)                        |
| 1981 | 이영균 (동국대, 68)               | 윤종성 (한양대, 78)                        |
| 1980 | 이영균 (동국대, 68)               | 구자철 (건국대, 77)                        |
| 1979 | 이규태 (성균관대 69)              | 정상욱 (한국외대, 76)                      |
| 1978 | 이규태 (성균관대 69)              | 박환선 (연세대, 75), 강경태 (중앙대, 75)   |
| 1977 | 김 인 (서울사대, 68)              | 김윤만 (서울치대, 74)                      |
| 1976 | 김 인 (서울사대, 68)              | 조봉섭 (연세대, 73)                        |
| 1975 | 1975년 이전에는 재학생회장만 존재 | 봉재근 (홍익대, 72)                        |
| 1974 | 1975년 이전에는 재학생회장만 존재 | 김기형 (고려대, 71)                        |
| 1973 | 1975년 이전에는 재학생회장만 존재 | 박재천 (서울공대, 70), 권영익 (동국대, 70) |
| 1972 | 1975년 이전에는 재학생회장만 존재 | 김희욱 (동국대, 69)                        |
| 1971 | 1975년 이전에는 재학생회장만 존재 | 조용재 (동국대, 68), 신효철 (고려대, 68)   |